# Ordre de la Cordelière
L'ordre de la Cordelière ou ordre des Dames chevalières de la Cordelière est un ordre de chevalerie créé en 1498 par Anne de Bretagne (1477-1514).   

## Historique

### Référence à l'ordre franciscain
Cette figure apparut en Bretagne sous le règne du duc François Ier en hommage à son saint patron François d'Assise et resta en usage comme motif emblématique et décoratif jusqu'à la fin de la maison de Bretagne. Elle décore les manuscrits, les écus, les intérieurs de tous les ducs et duchesses ultérieurs et symbolise leur attachement à l’ordre franciscain, dont les frères étaient appelés cordeliers du fait de la corde qui leur servait de ceinture.  

### Un emblème codifié
L’ordre de la Cordelière devint l’ordre personnel d’Anne de Bretagne. Cette cordelière figure dans l'emblématique de la reine Anne de Bretagne. C’est un cordon de soie blanche qui entoure l’écu, mais les nœuds de plein poing des franciscains sont remplacés par des lacs d’amour. Cette cordelière aux lacs d’amour devint l’emblème de l'ordre. Pour les femmes veuves, qui le rejoignaient, la cordelière était un ruban de soie noire entrelacé de quatre nœuds en huit.

### Devise
La devise de cet ordre était, J'ay le corps délié, « faisant allusion au mot Cordelière et elle en donna le collier à ses dames d'honneur, les exhortant à vivre saintement. Chacun fait comme la Cordelière s'est rendue depuis commune & que les veuves la mettent à l'entour de leur blason ».  

### Postérité
Le roi François Ier, fils de Louise de Savoie, princesse de Savoie, et mari d'une duchesse de Bretagne, réunit dans son emblématique les nœuds de Savoie et la cordelière de Bretagne, motifs identiques des lacs d'amour, soit le nœud en huit.
Cette décoration apparaît aussi dans les familles de Savoie et de Clèves, puis d'Orléans.

## Iconographie

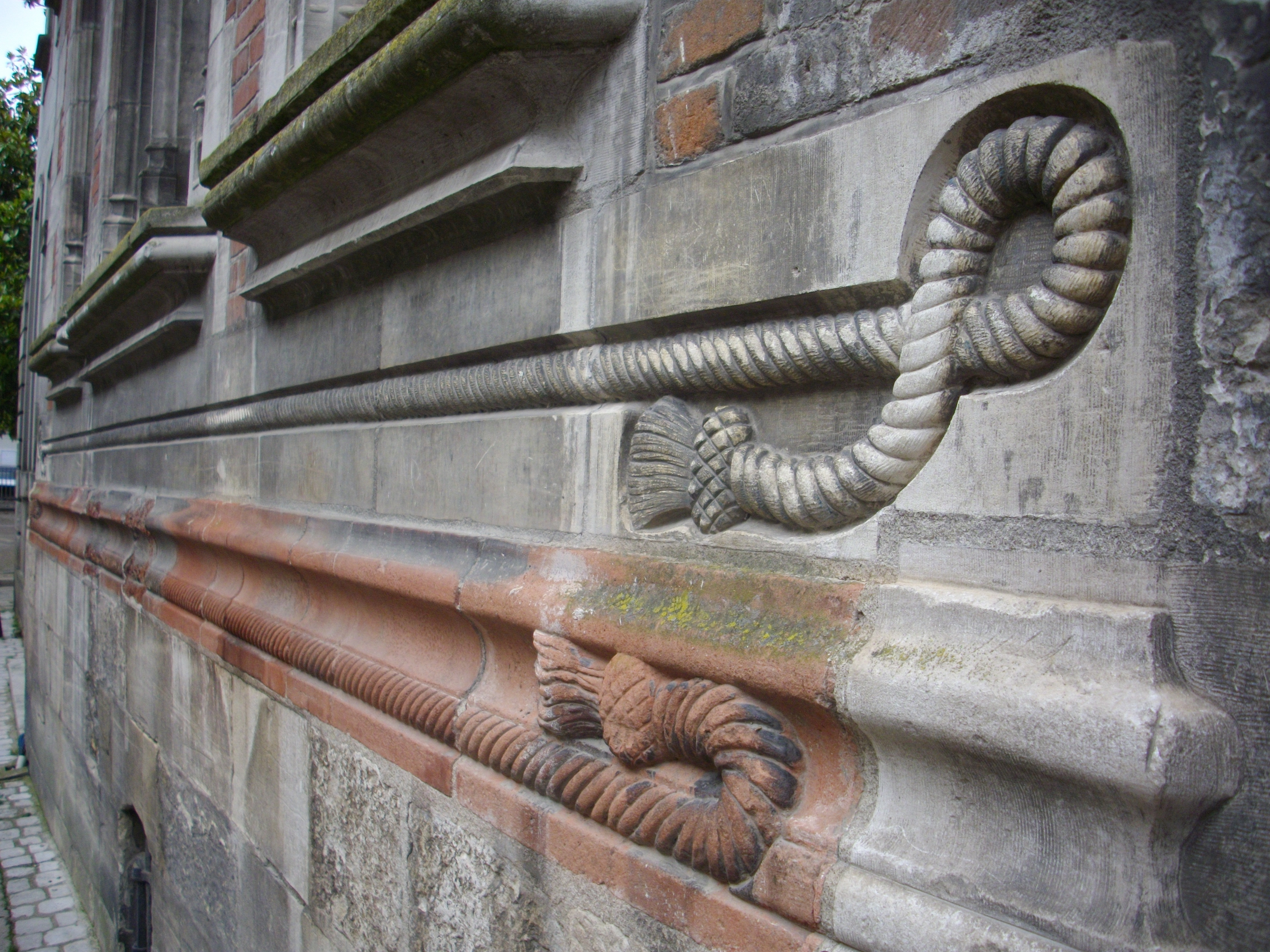
Sculpture de la Cordelière, maison de Tristan l'Hermite à Tours.
Cordelière (dessin personnel de l'auteur).
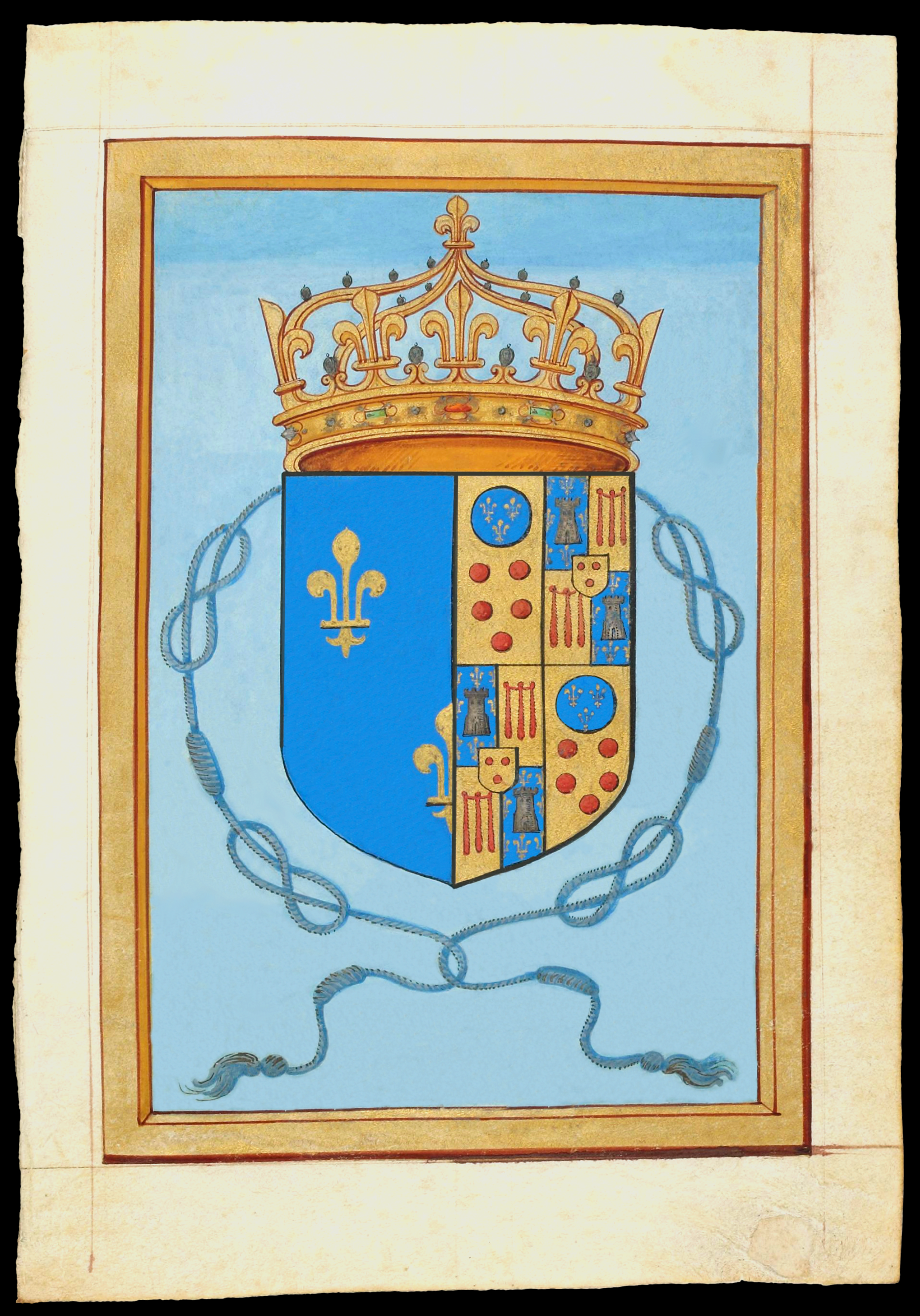
Armoiries de Catherine de Médicis, reine douairière de France.
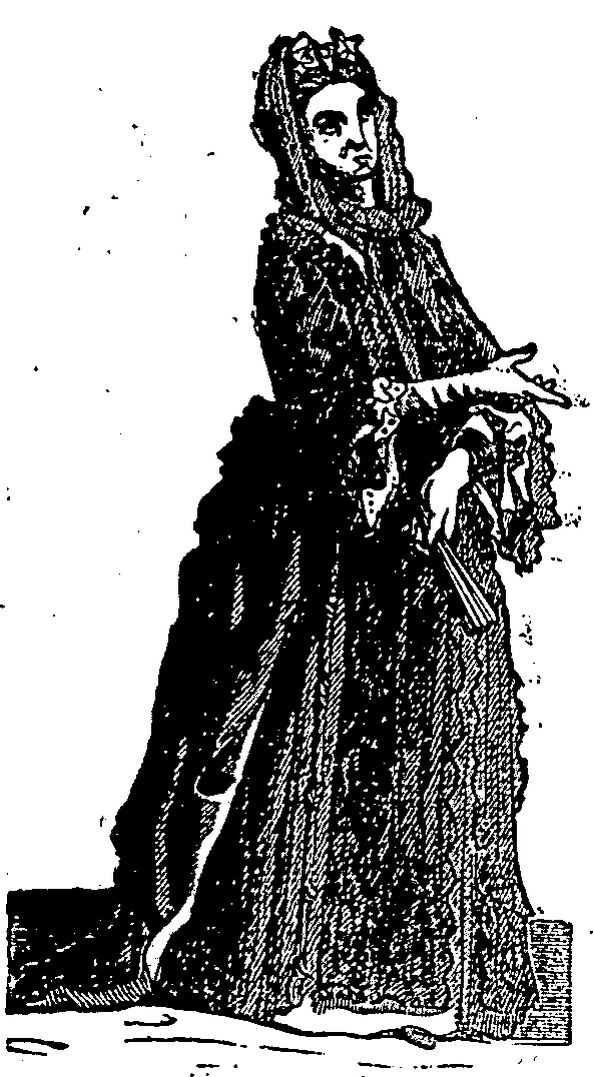
Chevalière de la Cordelière.